# Gemeinde Ilirska Bistrica

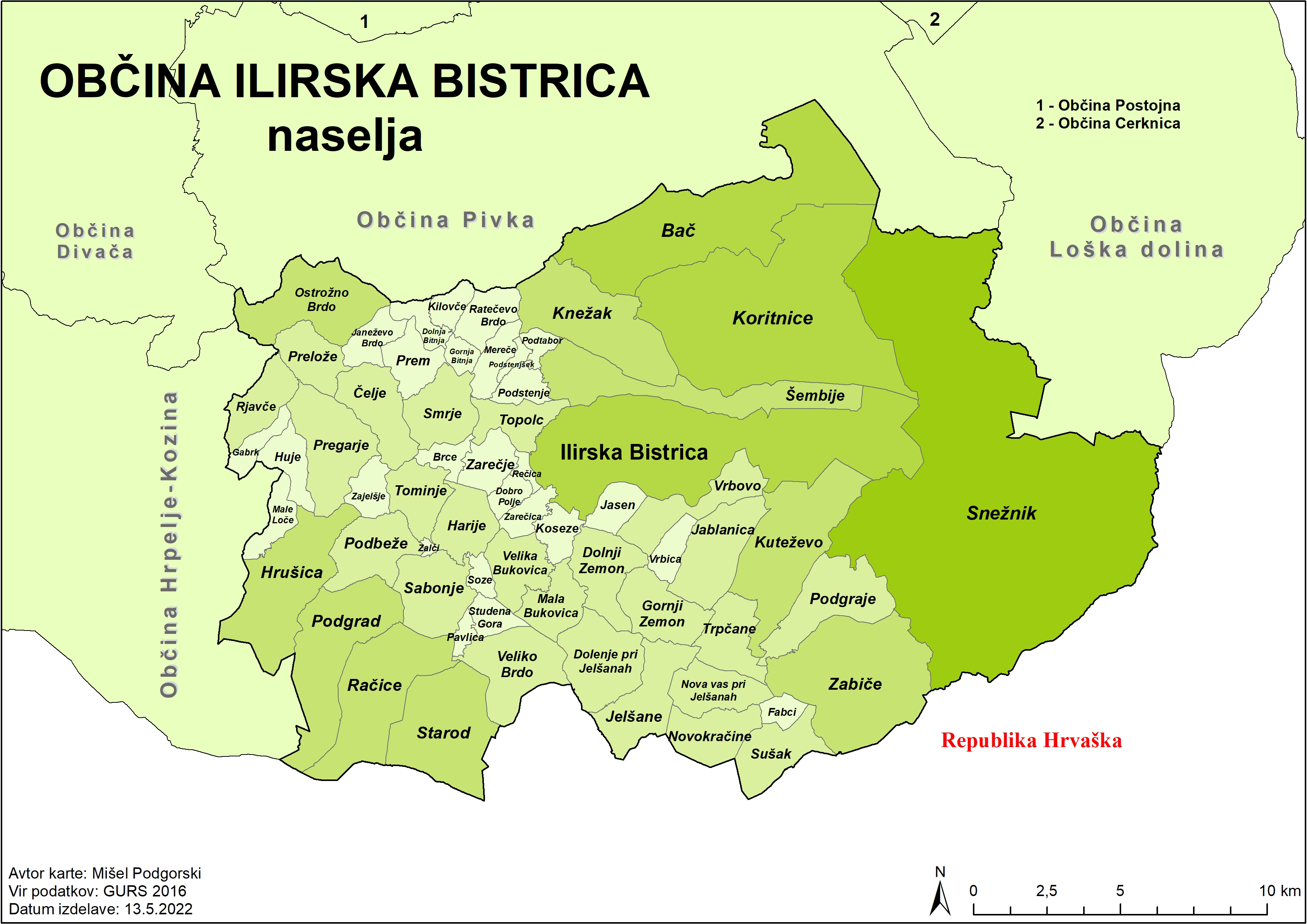
Ortskarte der Gemeinde Ilirska Bistrica

Die Gemeinde Ilirska Bistrica (deutsch Illyrisch Feistritz, italienisch Villa del Nevoso) ist eine Gemeinde im Südwesten Sloweniens an der Grenze zu Kroatien. Sie ist benannt nach ihrem Hauptort Ilirska Bistrica.

## Ortschaften
Die Gesamtgemeinde besteht aus über 60 Siedlungen:
- Bač (dt. Futsch bei Illyrisch Feistritz, auch Waatsch)
- Brce (Ilirska Bistrica) (dt. Poßhardt)
- Dobro Polje (dt. Guttenfeld)
- Dolenje pri Jelšanah (dt. Dolling)
- Dolnja Bitnja (dt. Unterwitting)
- Dolnji Zemon  (dt. Untersemenhof)
- Čelje (dt. Zellach, auch Zille)
- Fabci (dt. Sankt Fabius, auch Fabatz)
- Gabrk (dt. Gaberg bei Illyrisch Feistritz)
- Gornja Bitnja (dt. Oberwitting)
- Gornji Zemon (dt. Obersemenhof)
- Harije (dt. Karian, auch Sankt Stefan)
- Hrušica (dt. Imwald, auch Chruschitz)
- Huje (dt. Huje bei Illyrisch Feistritz)
- Ilirska Bistrica (dt. Illyrisch Feistritz)
- Jablanica (dt. Jablanitz)
- Janeževo Brdo (dt. Johannisberg bei Illyrisch Feistritz)
- Jasen (dt. Jassen)
- Jelšane (dt. Jaltschach, auch Jelschane, Gellschanach)
- Kilovče  (dt. Kühlenberg)
- Knežak  (dt. Grafenbrunn)
- Koritnice (dt. Koritenz)
- Koseze (dt. Edling, auch Kassegg bei Illyrisch Feistritz)
- Kuteževo  (dt. Guttenegg bei Illyrisch Feistritz)
- Mala Bukovica (dt. Kleinbuchendorf, auch Kleinbukowitz bei Illyrisch Feistritz)
- Male Loče (dt. Lodtschen, auch Kleinlotsche)
- Mereče (dt. Hillersberg, auch Meretsche)
- Nova vas pri Jelšanah (dt. Neudorf bei Jelschane)
- Novokračine (dt. Neukratschine)
- Ostrožno Brdo (dt. Starkenberg an der Reka, auch Branndorf)
- Pavlica (dt. Brunnenberg)
- Podbeže
- Podgrad (dt. Neuhaus bei Illyrisch Feistritz)
- Podgraje (dt. Hermesburg)
- Podstenje (dt. Pottstein, auch Postennach)
- Podstenjšek (dt. Kleinpottstein, auch Wolfstein)
- Podtabor (dt. Sankt Georgen bei Illyrisch Feistritz)
- Pregarje (dt.  Peger, auch Perger)
- Prelože (dt. Sankt Egidi bei Illyrisch Feistritz, auch Prelosach)
- Prem (dt. Premb, auch Prem)
- Račice (dt. Ratschitze)
- Ratečevo Brdo (dt. Winkel, auch Radelsegk)
- Rečica (dt. Redschitz, auch Retschitz)
- Rjavče (dt. Sankt Maria bei Illyrisch Feistritz, auch Seriavitz)
- Sabonje (dt. Soboynach, auch Saboine)
- Smrje (dt. Sankt Maria)
- Snežnik (dt. Schneeberg)
- Soze (dt. Sosse, auch Glänich)
- Starod (dt. Altenburg bei Illyrisch Feistritz)
- Studena Gora (dt. Brunnenberg bei Illyrisch Feistritz)
- Sušak (dt. Sussach, auch Suschagg)
- Šembije (dt. Schermberg, auch Schämbl)
- Tominje (dt. Tomignach, auch Tomeine)
- Topolc (dt. Topplach, auch Topoltz)
- Trpčane (dt. Terptschane, auch Drepzach)
- Velika Bukovica (dt. Großbukowitz bei Illyrisch Feistritz, auch Großbuchendorf)
- Veliko Brdo (dt. Vogtberg)
- Vrbica (dt. Werbitz)
- Vrbovo (dt. Werbauerberg, auch Werbau bei Illyrisch Feistritz)
- Zabiče (dt. Gutenegg bei Illyrisch Feistritz)
- Zajelšje (dt. Edleng, auch Sajelsche)
- Zarečica (dt. Pinkenstal, auch Saretschitz)
- Zarečje (dt. Niedeck, auch Saretsch)

## Sehenswürdigkeiten und Aktivitäten
- Naturschutzgebiet Snežnik (Krainer Schneeberg)[4]
- Brkini-Hügelland
- Mašun-Landschaftsschutzpark
- Landschaft und Angeln an der Reka[5]
- Dorf Podtabor[6]
- Partisanenkrankenhaus Zalesje[7]
- Burgruine Kalc/Kalec[8][9]
- Schloss Prem[10]
- Museen und Galerien[11]

Durch Ilirska Bistrica verläuft der Ciglar-Weg, der slowenische Abschnitt des Europäischen Fernwanderwegs E6.

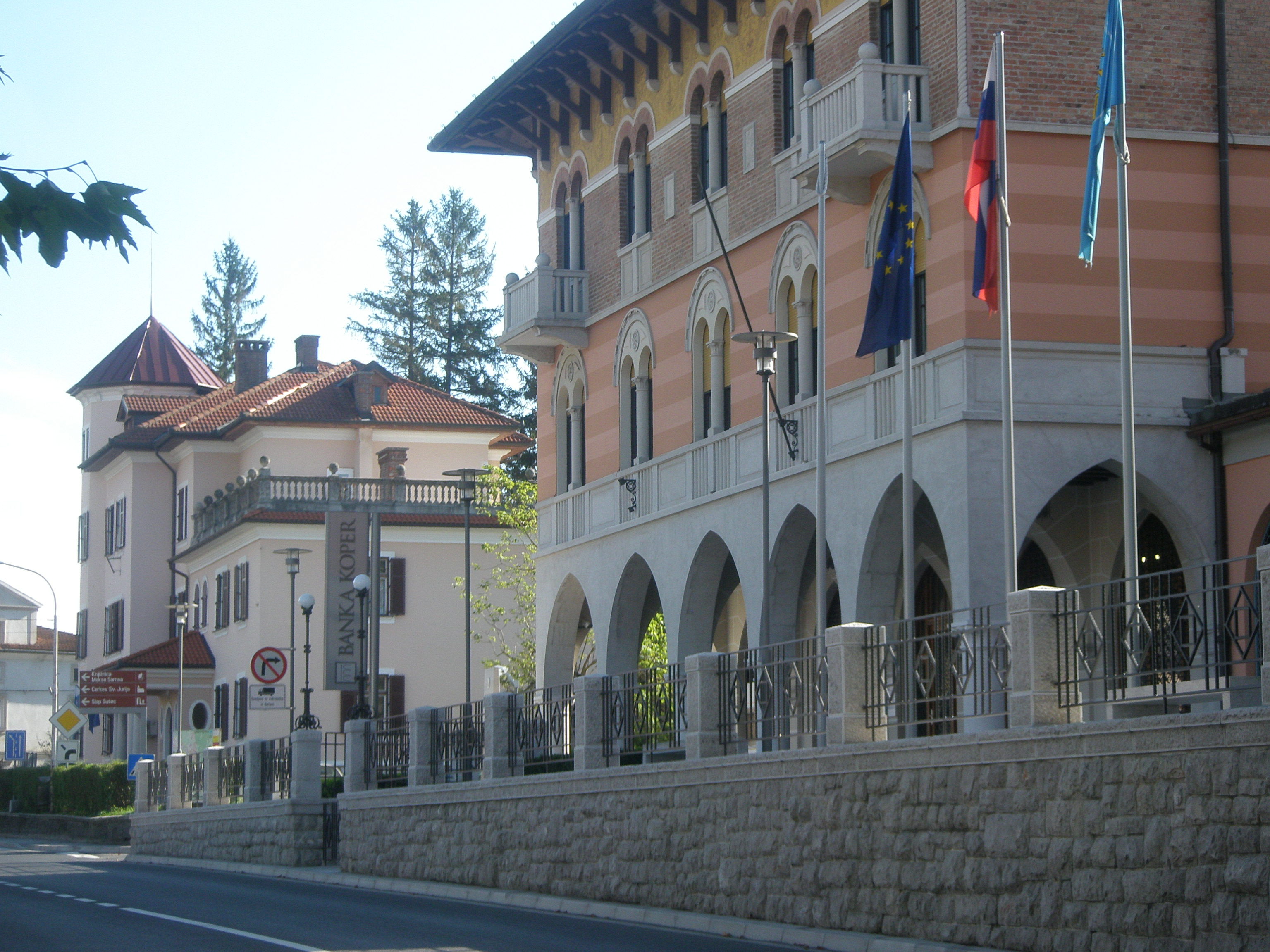
Ilirska_Bistrica
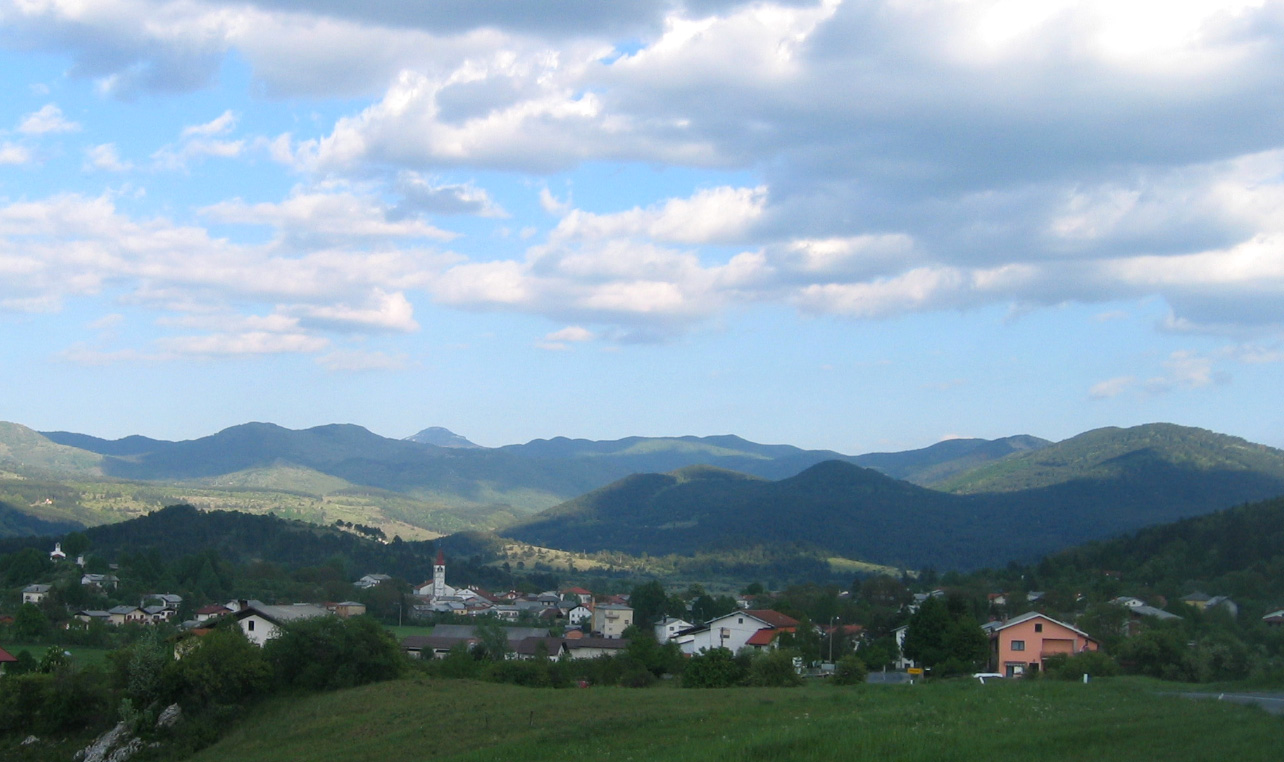
Knežak
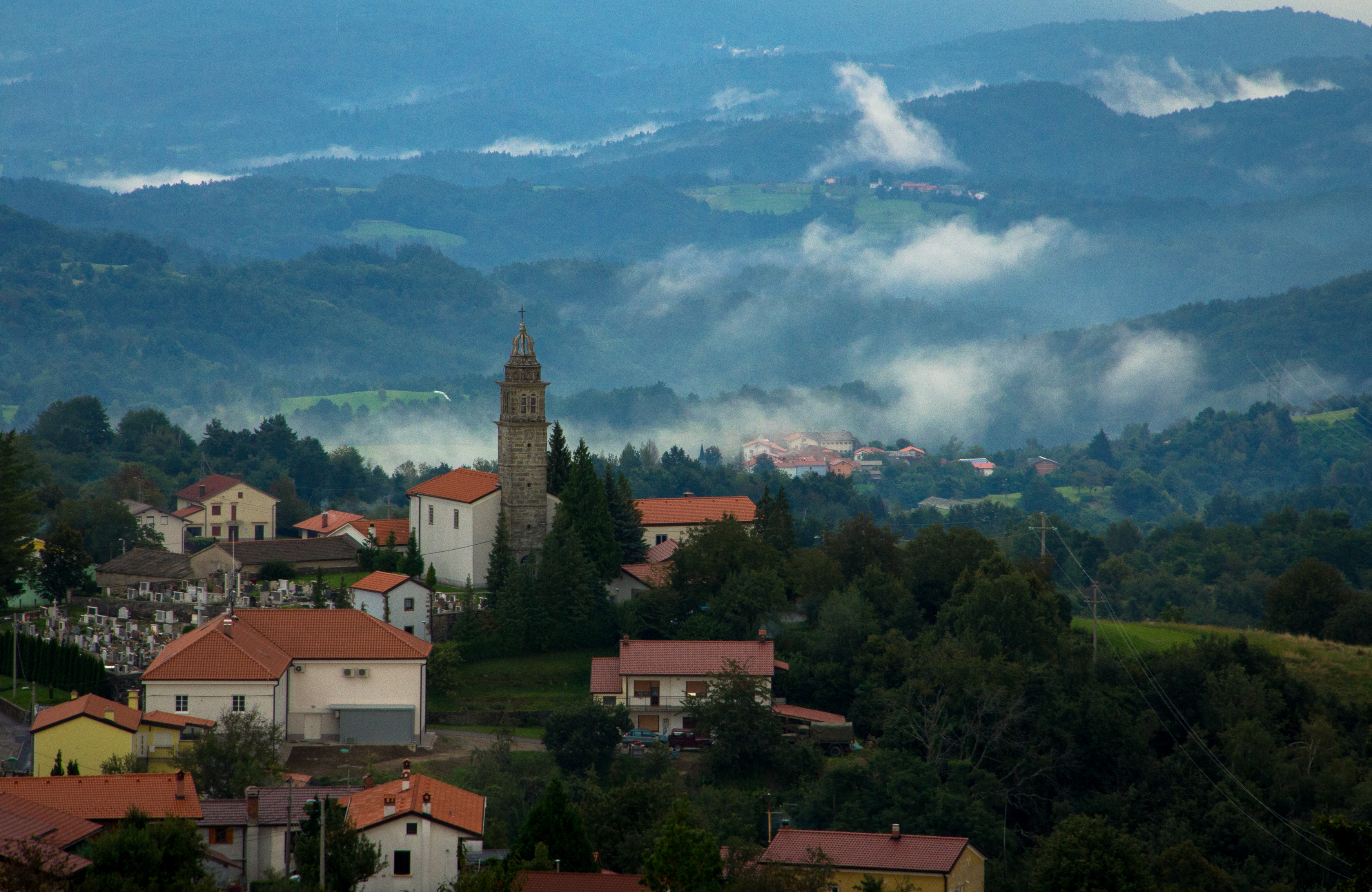
Pregarje
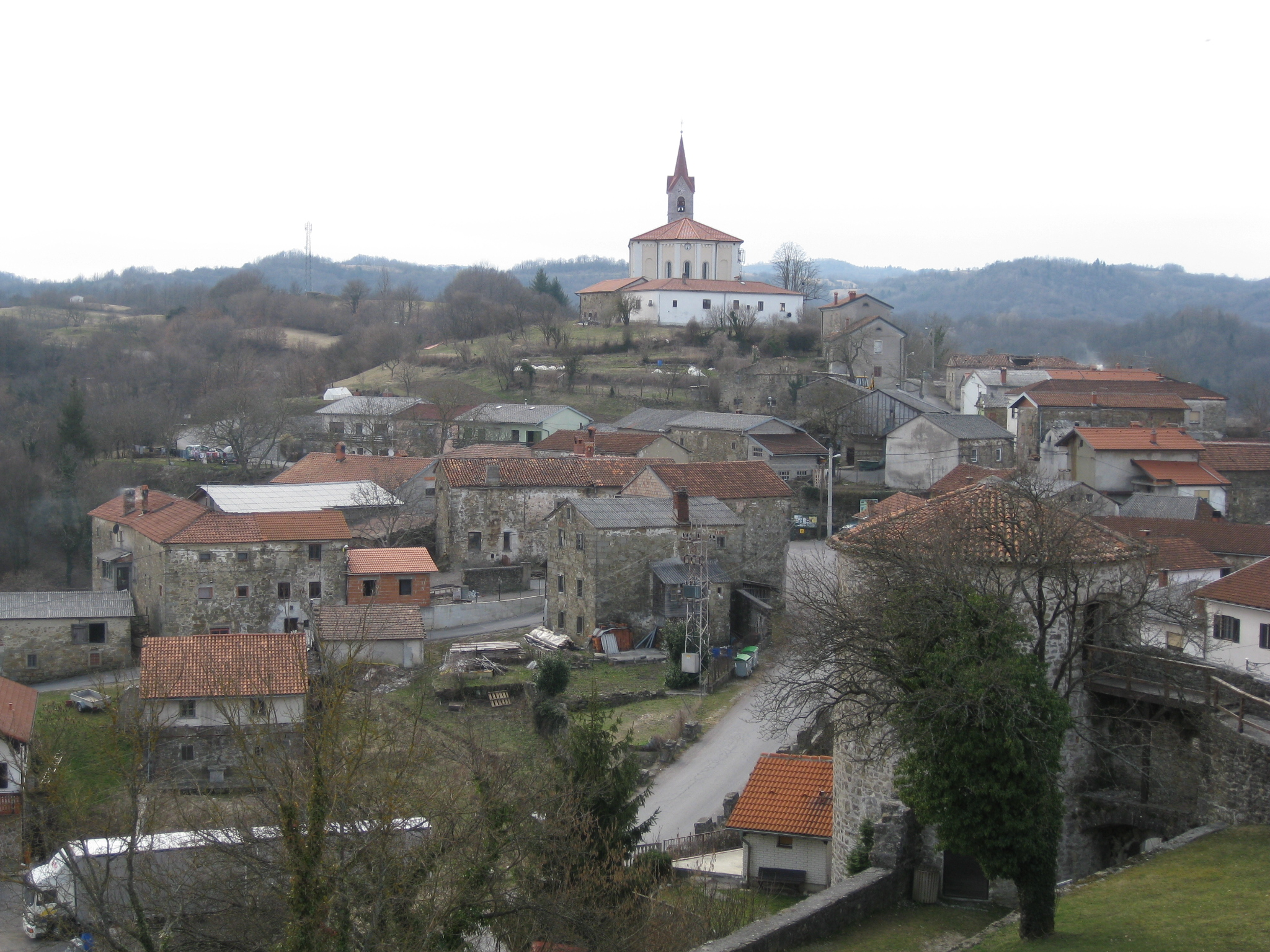
Prem
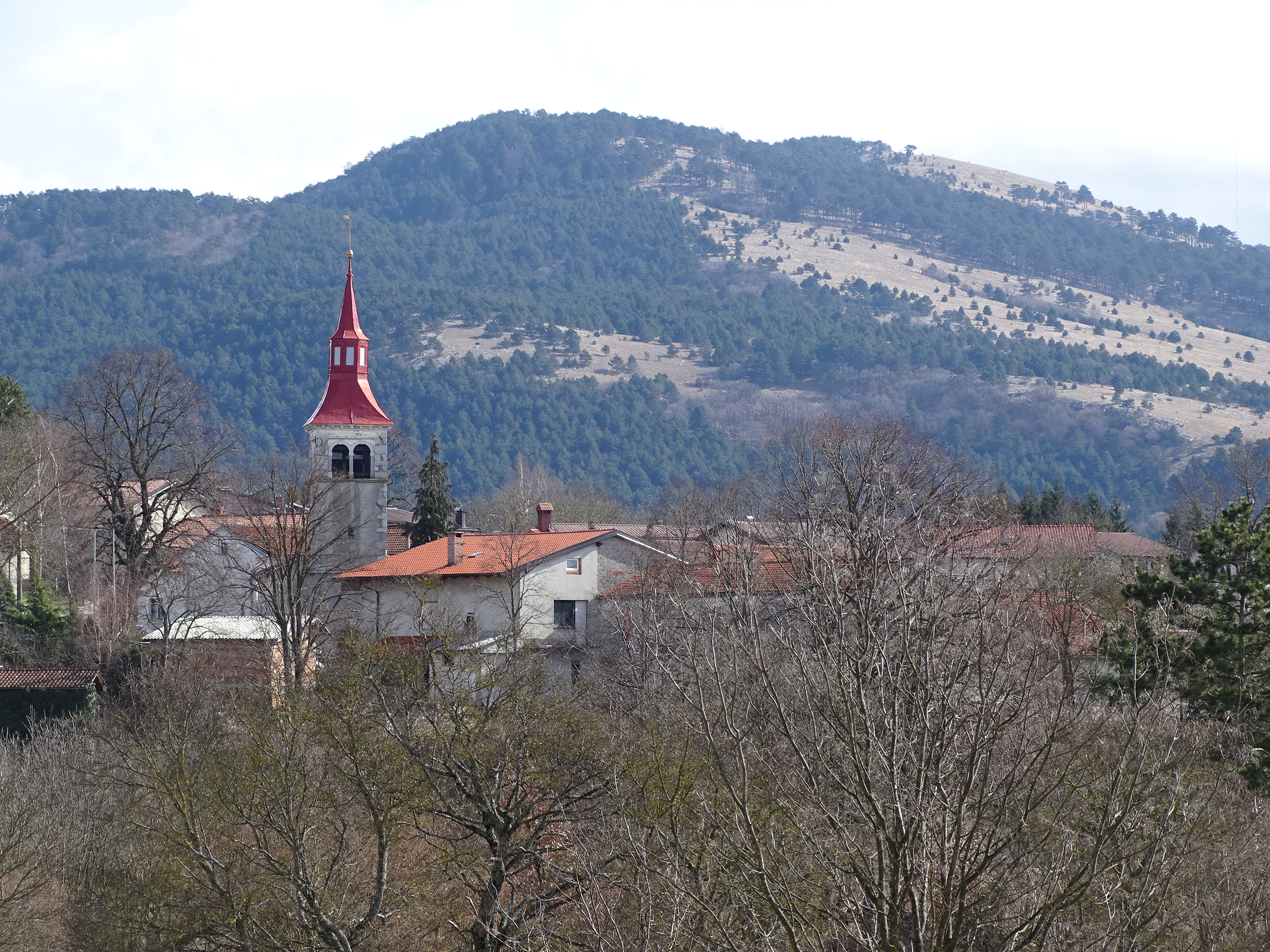
Šembije

## Nachbargemeinden
| Divača         | Pivka                                       | Loška Dolina |
| Hrpelje-Kozina | Kompassrose, die auf Nachbargemeinden zeigt | Kroatien     |
|                | Kroatien                                    |              |

## Geschichte
Während des Zweiten Weltkriegs und danach wurden auf dem Gemeindegebiet mehr als 50 Massengräber angelegt, in denen man mehr als 1000 Opfer entdeckte.

## Persönlichkeiten
Auf dem Gemeindegebiet geboren:
- Mathias Gullia (1815–1866), Hofbeamter
- Dragotin Kette (1876–1899), slowenischer Dichter
- Franz Sterle (1782–1857), österreichischer Reichstagsabgeordneter